# Kotkijärvi
Kotkijärvi är en sjö i kommunen Tavastehus i landskapet Egentliga Tavastland i Finland. Sjön ligger 89,5 meter över havet. Arean är 81 hektar och strandlinjen är 5,28 kilometer lång. Sjön  ingår i Kumo älvs huvudavrinningsområde.   Den ligger omkring 20 km nordöst om Tavastehus och omkring 110 km norr om Helsingfors. 